# Nephodia subnotata
Nephodia subnotata är en fjärilsart som beskrevs av W. Warren 1904. Nephodia subnotata ingår i släktet Nephodia och familjen mätare. Inga underarter finns listade i Catalogue of Life.